# Malene Krause
Malene Krause (* 18. Juni 1963 in Frederiksberg) ist eine dänische Curlerin und Trainerin.
Krause nahm bisher an vier Olympischen Winterspielen teil. Bei ihren ersten im Jahr 1988 in Calgary wurde das Curling nach einer Pause von 56 Jahren wieder in das olympische Programm aufgenommen. Zum ersten Mal wurde auch ein Frauenwettbewerb, allerdings wie bei den Herren nur als Demonstrationswettbewerb, ausgetragen. Die Mannschaft belegte den sechsten Platz.
Ebenfalls einen Demonstrationswettbewerb gab es bei den Olympischen Spielen 1992 in Albertville. Dort wurde die Mannschaft vierte.
Krause nahm auch bei den Olympischen Winterspielen 2002 in Salt Lake City teil. Die Mannschaft belegte den achten Platz.
Auch bei den Olympischen Winterspielen 2006 in Turin war Krause Teil des dänischen Curling-Olympiateams. Sie spielte auf der Position des Second neben ihren Teamkolleginnen Skip Dorthe Holm, Third Denise Dupont, Second Lene Nielsen und Alternate Maria Poulsen. Das Team belegte gemeinsam mit dem US-amerikanischen Team den achten Platz.
Bei der Weltmeisterschaft 2014 war sie Trainerin der dänischen Frauenmannschaft, die mit Skip Lene Nielsen auf den vierten Platz kam.